# نويد فريدي
نويد فريدي (بالفارسية: نويد فريدى)، من مواليد 14 يوليو 1977، لاعب كرة قدم إيراني معتزل، وكان يلعب بمركز لاعب وسط، بدأ مشواره الكروي باللعب مع نادي بايام طهران عام 1991، واعتزل اللعب نهائياً سنة 2011 مع نادي نادي مسافي الإماراتي، وبعد اعتزاله اللعب دولياً، بدأ مشواره التدريبي مع نادي استقلال طهران تحت 19 سنة عام 2014.